# جو بوجنر
جو بوجنر (بالإنجليزية: Joe Bugner)‏ مواليد 13 مارس 1950 في المجر، هو ملاكم أسترالي يصنف ضمن فئة الوزن الثقيل.

## إحصائيات
خاض خلال مسيرته 83 نزالا، فاز في 69 وتعادل في 1 وخسر في 13. فاز بالضربة القاضية في 43 نزالا.

## روابط خارجية
- جو بوجنر على موقع IMDb (الإنجليزية)
- جو بوجنر على موقع ألو سيني (الفرنسية)
- جو بوجنر على موقع أول موفي (الإنجليزية)
- جو بوجنر على موقع قاعدة بيانات الأفلام السويدية (السويدية)
- جو بوجنر على موقع قاعدة بيانات الفيلم (الإنجليزية)
- جو بوجنر على موقع كينوبويسك (الروسية)
- جو بوجنر على موقع بوكس ريك (الإنجليزية) (registration required)